# Sergei Koroliov
Sergei Pavlovich Koroliov (em russo:  Серге́й Па́влович Королёв, transl. Sergéj Pávlovič Korolëv, pronúncia russa: [sʲɪrˈgʲej ˈpavɫəvʲɪtɕ kərɐˈlʲɵf] (escutarⓘ); em ucraniano:  Сергі́й Па́влович Корольoв) (Jitomir, 30 de dezembro de 1906jul./ 12 de janeiro de 1907greg. — Moscovo, 14 de janeiro de 1966) foi um dos principais engenheiros de foguetes e projetistas de espaçonaves da União Soviética durante a Corrida Espacial entre os EUA e a URSS nos anos 50 e 60. Ele é considerado por muitos como o pai da cosmonáutica prática. Ele esteve envolvido no desenvolvimento do R7, Sputnik e no lançamento de Laika, Belka e Strelka e do primeiro ser humano, Iuri Gagarin, ao espaço.
Apesar de Koroliov ter sido formado como um projetista de aeronaves, suas maiores forças se encontraram na integração de projetos, organização e planejamento estratégico. Preso numa alta acusação de ser um "membro de uma organização antirrevolucionária e antissoviética" (que posteriormente foi reduzido para "sabotador de tecnologia militar"), ele foi preso em 1938 por quase seis anos, incluindo alguns meses no campo de trabalho de Kolimá. Após sua soltura ele tornou-se um projetista de foguetes reconhecido e uma figura chave no desenvolvimento do programa de míssil balístico intercontinental. Posteriormente ele veio a dirigir o programa espacial soviético e foi feito Membro da Academia de Ciências da União Soviética, supervisionando os sucessos dos projetos Sputnik e Vostok, incluindo a primeira missão orbital tripulada no dia 12 de abril de 1961. Sua morte inesperada em 1966 interrompeu a implementação de seus planos de um pouso tripulado na Lua antes dos Estados Unidos.
Antes de falecer ele era oficialmente identificado somente como Glavny Konstruktor (Главный Конструктор), ou o Projetista Chefe, para protegê-lo de uma possível tentativa de assassinato vinda dos Estados Unidos. Até mesmo alguns dos cosmonautas que trabalharam com ele não conheciam seu nome e só o conheciam como "Projetista Chefe". Por mais que entendesse a necessidade do anonimato, a impossibilidade de reconhecimento o chateava. Somente após sua morte em 1966 que sua identidade foi revelada e ele recebeu o reconhecimento público apropriado como a força motora por trás as realizações soviéticas na exploração espacial durante a após o Ano Internacional da Geofísica.

## Juventude
Koroliov nasceu em Jitomir, capital do Volhynian Governorate  [en], no Império Russo. Seu pai, Pavel Yakovlevich Koroliov, nasceu em Mahilou, sendo filho de um soldado Russo e uma mãe Bielorussa. Sua mãe, Maria Nikolaevna Koroleva, foi filha de um mercador rico da cidade de Nizhyn, tendo uma origem Zaporozhian Cossacks [en], grega e polaca.
Seu pai mudou-se para Zhytomyr para ser professor de russo.
Koroliov cresceu em Nizhyn, sob o cuidado de seus avós maternos Mykola Yakovych Moskalenko, que era um vendedor da Segunda Guilda [en] e Maria Matviivna Moskalenko, filha de um cossaco local. Sua mãe tinha uma irmã, Anna, e dois irmãos, Iuri e Vasyl. Maria Koroleva sempre estava longe atendendo os cursos de educação superior para mulheres em Kiev. Quando criança, Koroliov era teimoso, persistente e argumentativo. Sergei cresceu como uma criança solitária com poucos amigos. Ele começou a ler bem jovem e suas habilidades com matemática e outros assuntos o tornaram o estudante favorito, mas causou inveja de seus colegas. Posteriormente ele veio a declarar numa entrevista que o tormento de seus colegas quando criança o encorajou a focar no seu trabalho acadêmico. Sua mãe divorciou-se de Pavel em 1915 e em 1916 casou-se com Grigory Mikhailovich Balanin, um engenheiro elétrico que havia sido educado na Alemanha, mas que teve de atender a Universidade Politécnica de Kiev devido ao fato dos diplomas de engenharia da Alemanha não serem reconhecidos na Rússia. Depois de conseguir um emprego na rodovia da região, Grigory e a sua família mudaram-se para Odessa em 1917, onde eles passaram pelas dificuldades com várias outras famílias através dos anos tumultuosos após a Revolução Russa e continuando as lutas até que os Bolcheviques assumiram totalmente o poder em 1920. As escolas locais foram fechadas e o jovem Koroliov teve de continuar seus estudos em casa. Grigory provou ser uma boa influência em seu enteado, que havia sofrido tifo durante a falta de alimentação em 1919.

## Educação
Koroliov recebeu o treinamento vocacional em carpintaria e em várias academias na Odessa Building Trades School (Stroyprofshkola No. 1). Ao gostar de um show aéreo em 1913 ele passou a se interessar em engenharia aeronáutica. Koroliov passou a projetar um planador como um divertimento enquanto estudava para suas provas de graduação na escola vocacional. Ele realizou estudos independentes da teoria de voo e trabalhou no clube de planadores locais.
Em 1923 ele se juntou à Sociedade de Aviação e Navegação Aérea da Ucrânia e Crimeia. Ele teve sua primeira lição de voo após se juntar ao esquadrão de hidroplanos de Odessa e teve diversas oportunidades de voar como um passageiro. Em 1924 ele pessoalmente projetou um planador chamado K-5. Teve um breve treino como ginasta até que seu trabalho acadêmico sofre devido a esta distração. Koroliov esperava atender a Zhukovsky Air Force Engineering Academy [en] em Moscou, mas suas qualificações não eram o suficiente. Ele atendeu o corpo de aviação do Instituto Politécnico de Kiev em 1924 enquanto vivia com seu tio Iuri e recebia dinheiro para pagar por seus cursos devido a outros trabalhos. Seu currículo era tecnicamente orientado e inclui-a várias aulas de engenharia, física e matemática. Ele conheceu e foi atraído por sua colega, Xenia Vicentini, que viria a tornar-se sua primeira esposa. Em 1925 ele foi aceito numa turma limitada sobre a construção de planadores e quebrou duas costelas no planador que eles construíram. Ele continuou seus cursos em Kiev até ser aceito na Universidade Técnica Estatal Bauman de Moscou, onde teve Andrei Tupolev como mentor.

## Carreira inicial

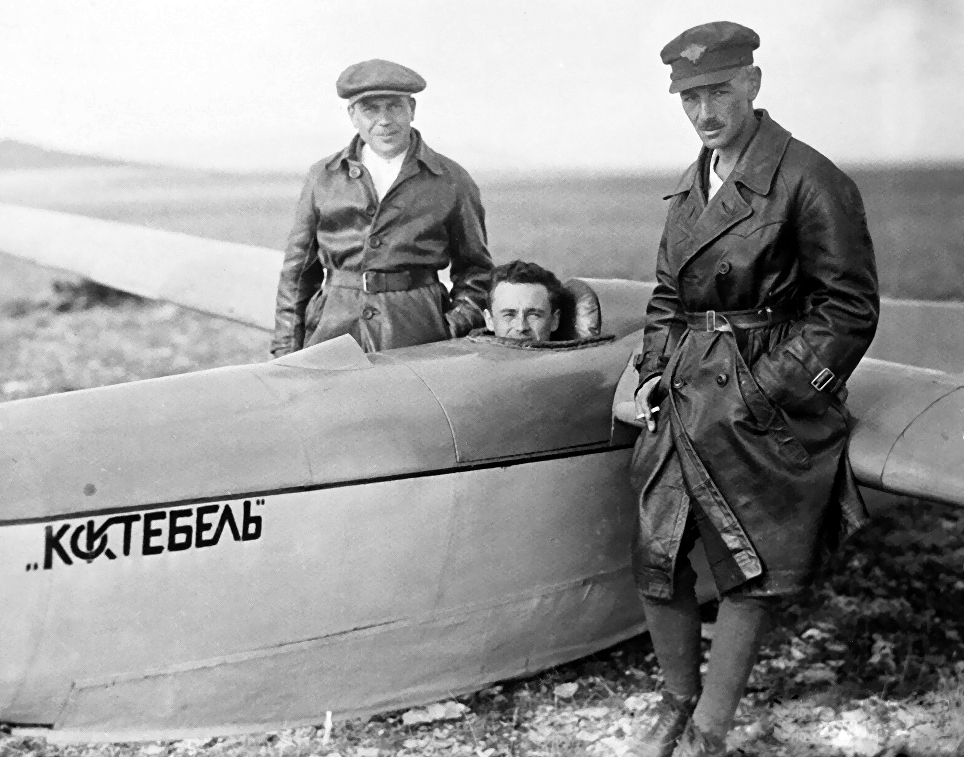
Koroliov sentado no cockpit do planador "Koktebel."

Após formar-se, Koroliov trabalhou com alguns dos melhores projetistas da URSS na 4ª Secção Experimental do grupo de projetos de aeronaves OPO-4, liderado por Paul Aimé Richard [fr], que havia emigrado da França para a URSS na década de 1920. Ele não se demonstrava ser excepcional no grupo, mas enquanto lá ele também trabalhou de forma independente no projeto de um planador capaz de realizar acrobacias. Em 1930 ele desenvolveu interesse nas possibilidades dos motores de foguetes de combustível líquido para impulsionarem aviões enquanto trabalhava como engenheiro chefe do Tupolev TB-3. Koroliov conseguiu sua licença de piloto em 1930 e passou a explorar os limites operacionais das aeronaves que ele pilotava, imaginando o que havia além do teto limite da aeronave e como ele poderia chegar lá. Muitos acreditam que foi assim que ele passou a se interessar na área espacial.
Koroliov casou-se com Xenia Vincentini em 6 de agosto de 1931. Ele havia pedido-a em casamento em 1924, mas ela havia recusado para prosseguir com sua educação superior. Em 1931, Koroliov e o entusiasta de viagens espaciais Friedrich Zander haviam participado na criação do Grupo para o Estudo de Propulsão Reativa, um dos primeiros centros patrocinados pelo Estado com foco no desenvolvimento de foguetes na URSS. Em maio de 1932 Koroliov foi apontado como chefe do grupo; e o interesse militar encorajou o investimento nos projetos do grupo. GIRD desenvolveu três sistemas de propulsão diferentes, cada um melhor sucedido que o anterior. O primeiro lançamento de um foguete de combustível líquido que eles realizaram foi o do GIRD-X em 1933.
O aumento do interesse militar nessas novas tecnologias levou o GIRD a ser fundido com o GDL em Leningrado em 1933 para a criação do Instituto de Pesquisa de Propulsão a Jato (RNII), liderado pelo engenheiro Ivan Gleimenov e contendo vários interessados na viagem espacial, incluindo Glushko.

## Prisão
Koroliov foi preso pelo NKVD no dia 27 de junho de 1938 após ser acusado de deliberadamente atrasar o trabalho no instituto e por ser membro de uma "organização antissoviética":11 por Ivan Kleymyonov [en] e Georgy Langemak [en], os líderes do instituto que foram executados em janeiro, e Valentin Glushko, que foi preso em março. Ele foi torturado na prisão de Lubianka com o objetivo de extrair uma confissão durante o Grande Expurgo, sendo julgado e sentenciado a morte quando o expurgo estava perdendo força; Glushko e Koroliov sobreviveram. Ambos teriam sido denunciados por Andrei Kostikov, que se tornou o chefe do RNII após sua liderança ter sido presa. O programa de mísseis acabou ficando atrás da Alemanha Nazista. Kostikov foi expulso alguns anos depois devido a acusações de irregularidades no orçamento.:17
Koroliov foi enviado à prisão, onde ele escreveu diversos apelos à autoridades, incluindo o próprio Stalin. Seguindo a queda do chefe da NKVD Nikolai Yezhov, o novo chefe, Lavrenti Beria escolheu realizar um novo julgamento contra Koroliov baseado em acusações menores; mas na época Koroliov já estava a caminho da prisão para um campo Gulag no extremo oeste da Sibéria, onde ele passou diversos meses numa mina de ouro em Kolimá antes de saber de seu julgamento. As condições no campo de alimentação, abrigos e roupas inadequadas matavam milhares de prisioneiros todos os meses. Koroliov sofreu ferimentos e perdeu a maioria de seus dentes por escorbuto antes de retornar para Moscou no fim de 1939. Quando chefou em Moscou, sua sentença foi diminuída para oito anos a serem servidos numa penitenciária Sharashka [en] para intelectuais. Estes campos de trabalho eram onde cientistas e engenheiros trabalhavam em projetos atribuídos pela liderança do Partido Comunista. O Grupo de Projetos Central 29 (CKB-20) do NKVD servia como a área de engenharia do Tupolev e Koroliov foi levado para lá para trabalhar com o seu antigo mentor. Durante a 2ª Guerra Mundial esta sharashka projetou tanto o Tupolev Tu-2 e o Petlyakov Pe-2. O grupo foi movido diversas vezes durante a guerra; a primeira para evitar captura pelas forças alemãs. Koroliov foi movido em 1942 para o sharashka em Cazã, OKB-16, tendo de trabalhar para Glushko. Koroliov e Glushko desenvolveram os propulsores JATO para arenovaves e o motor de foguete auxiliar RD-1 kHz  foi testado de forma malsucedida num Lavochkin La-7R. Koroliov esteve isolado de sua família até o dia 27 de junho de 1944 quando ele—junto de Tupolev, Glushko e outros—foi dispensado por um decreto especial do governo, apesar de suas acusações não terem sido derrubadas até 1957.
Koroliov raramente falou sobre suas experiências no Gulag. Ele viveu sob constante medo de ser executado devido aos segredos militares que ele possuía e foi profundamente afetado por seu tempo no campo, tornado-se reservado e cauteloso. Posteriormente ele descobriu que Glushko foi um de seus denunciantes e que isto pode ter sido a causa da animosidade entre os dois que durou a vida toda. O grupo de projetos foi passado do controle da NKVD para uma comissão governamental da indústria de aviação. Koroliov continuou trabalhando com o grupo por outro ano, servindo como projetista adjunto sob Glushko e estudando diversos projetos de foguetes.:16 Apesar da prisão, ele nunca abandonou seu patriotismo, de acordo com sua filha e biografa, Natália Koroleva.:116

## Mísseis balísticos
Koroliov entrou no Exército Vermelho com a patente de coronel em 1945; sua primeira condecoração foi o Badge of Honor em 1945 devido ao seu trabalho no desenvolvimento de aeronaves militares. Em 8 de setembro de 1945 ele foi levado à Alemanha junto de outros especialistas para recuperarem a tecnologia do V-2. A principal prioridade da URSS no caso foi a reprodução da documentação perdida do V-2 e o estudo de várias partes, além das áreas de produção que haviam sido capturadas. Este trabalho continuou na Alemanha Oriental até o fim de 1946, quando mais de 2 000 cientistas alemães e engenheiros foram enviados à URSS através da Operation Osoaviakhim [en]. A maioria dos especialistas alemães, com exceção de Helmut Gröttrup, eram engenheiros e técnicos envolvidos na produção em massa do V-2 em tempo de guerra, mas não haviam trabalhado diretamente com Wernher von Braun. A maioria dos principais cientistas alemães, incluindo o próprio Von Braun, haviam rendido-se aos Estados Unidos e foram transportados para o outro lado do Atlântico através da Operação Paperclip.
Stalin tornou o desenvolvimento de foguetes e mísseis uma prioridade nacional ao assinar um decreto no dia 13 de maio de 1946 e um novo instituto, NII-88, foi criado com este objetivo nos arredores de Moscou. A equipe de Koroliov supervisionou mais de 170 especialistas alemães - incluindo Helmut Gröttrup e Fritz Karl Preikschat [en] - no Braço 1 do NII-88 na Ilha de Gorodomlya no Lago Seliger, 200 quilômetros de Moscou. A área era cercada por arame farpado e guardas com cachorros farejadores, apesar de que Boris Chertok, projetista chefe dos sistemas de guia e controle, notou em sua obra:
As residências na Ilha de Gorodomlya haviam passado por um restauro de alta qualidade e as condições de vida eram bem decentes na época. De qualquer forma, os especialistas com famílias recebiam apartamentos com dois e três quartos. Quando cheguei na ilha, só podia invejar a forma como viviam, pois em Moscou minha família e eu vivíamos num apartamento compartilhado de quatro salas, na qual ocupávamos duas salas e uma área total de 24 metros quadrados. Muitos entre nossos especialistas ainda viviam em barracas, onde não possuíam as conveniências mais elementares.— Boris Chertok
O desenvolvimento dos mísseis balísticos foi colocado sob o controle militar de Dmitri Ustinov através de um decreto assinado por Stalin e Ustinov apontou Koroliov como projetista chefe de mísseis de longo alcance no Birô Especial de Projetos Experimentais-1 (OKB-1) do NII-88. Koroliov demonstrou suas habilidades organizacionais neste novo grupo ao manter uma organização disfuncional e altamente compartibilizada operando.
Com os esquemas produzidos a partir de V2 desmontados, a equipe começou a produzir uma réplica funcional do foguete. Este foi chamado como R-1, tendo sido testado pela primeira vez em outubro de 1947. Um total de onze lançamentos foram realizados, com cinco atingindo o alvo. Isto foi parecido com a proporção de acerto alemã e demonstrou a má eficácia do V-2. Em 1947, o grupo do Koroliov começou a trabalhar em projetos mais avançados, com melhorias no alcance e carga arremessada. O R-2 dobrou o alcance do V-2 e foi o primeiro a utilizar uma ogiva separável. Este foi seguido pelo R-3, que possui-a um alcance de 3 000 quilômetros e poderia atingir a Inglaterra. Os Soviéticos continuaram a utilizar a expertise dos alemães na tecnologia do V-2 por algum tempo; mas, para preservar o ambiente de segredo que envolvia o programa de mísseis balísticos, Gröttrup e sua equipe não possui-a acesso ao trabalho classificado dos colegas soviéticos em novas tecnologias, incluindo as áreas de produção e testagem. Isso afetou de forma negativa a moral da equipe alemã e limitou suas contribuições. O Ministro da Defesa decidiu dissolver a equipe em 1950 e os repatriaram com suas famílias entre dezembro de 1951 e novembro de 1953.
Glushko não podia obter o impulso necessário nos motores R-3, então o projeto foi cancelado em 1952; Koroliov juntou-se ao Partido Comunista da União Soviética no mesmo ano para conseguir financiamento do governo para projetos futuros, incluindo o R-5, com um alcance mais modesto de 1,200 quilômetros. Este completou seu primeiro voo bem-sucedido em 1953. O primeiro míssil balístico intercontinental do mundo foi o R-7 Semyorka. Este foi um foguete de dois estágios com uma carga máxima de 5,4 toneladas, suficiente para carregar a bomba nuclear da União Soviética numa distância de 7 000 quilômetros. Após diversos testes mal-sucedidos, o R-7 foi lançado de forma bem-sucedida no dia 21 de agosto de 1957, enviando uma carga falsa para a Península de Kamtchatka. Devido ao sucesso de Koroliov com o R-7 e ao fato da URSS ter criado o ICBM antes dos EUA, ele foi nacionalmente reconhecido em seu país natal, apesar do seu nome ter continuado como segredo de estado. Entretanto, apesar do sucesso inicial do R-7, este veio a experimentar outras falhas, devido ao fato de não ter sido desenvolvido como uma arma prática. No dia 18 de abril de 1957 Koroliov foi declarado totalmente "reabilitado", após uma reunião do Colégio Militar da Suprema Corte da União Soviética por "inexistência de quaisquer crimes":176 e o governo reconheceu a injustiça de sua sentença. De acordo com relatos, seu interesse no desenvolvimento de armas de destruição era um subproduto do seu amor pela exploração espacial, mas reconhecia o absurdo de envolver-se em áreas tão sensíveis.:116  As contribuições de Koroliov para esta fase inicial foram, de acordo com Siddiqi:
O sucesso do começo do programa de mísseis balísticos da União Soviética obviamente não foi somente devido ao Koroliov. Outros engenheiros, oficiais de artilharia e burocratas da indústria de defesa foram instrumentais na criação da vasta infraestrutura que apoiou o desenvolvimento dos mísseis R-1, R-2, R-5 e R-11. Mas Koroliov foi o coração do empreendimento, aquele que sintetizou as habilidades e talentos de milhares. Em 1953, ele estava prestes a começar a fase mais importante de sua vida. Um homem profundamente afetado pela história de seu país, ele começou a armazenar a própria energia para então afetar a história do mundo.— Asif Siddiqi:118

## Programa espacial
Koroliov era bem consciente das possibilidades orbitais dos ICBMs. Ele havia levantado a ideia de usar um R7 para lançar um satélite ao Comitê Central do Partido Comunista da União Soviética no dia 26 de maio de 1954, mas não houve interesse do partido. O grupo de Tikhonravov, supervisionado por Koroliov, escreveu alguns artigos de jornais que foram referenciados pela imprensa dos EUA. Isto levou as autoridades estadunidenses a iniciarem o seu programa de satélite, anunciado em 29 de julho de 1955 pela administração Eisenhower. Enquanto o governo estadunidense debatia a ideia de investir milhões no conceito, o grupo do Koroliov sugeriu o prestígio internacional que o lançamento de um satélite antes dos EUA traria. Koroliov enviou outra proposta (anexada a jornais estadunidenses sobre o programa espacial dos EUA) no dia 5 de agosto e no dia 8, a liderança soviética aprovou o projeto. O espírito competitivo da guerra fria foi adequado para garantir a aprovação.
Sputnik 1 foi projetado e construído pelo grupo do Tikhonravov em menos de um mês, com Koroliov pessoalmente gerenciado a construção. O satélite era uma simples esfera de metal polida quase do tamanho de uma bola de praia, contendo baterias que alimentavam um transmissor que usava quatro antenas de comunicação. Sputnik 1 foi completado e lançado no dia 4 de outubro de 1957, usando um foguete que só havia funcionado com sucesso uma vez. Foi o primeiro satélite do tipo.
A resposta internacional foi eletrizante, com ramificações políticas que viriam a perdurar por décadas. Nikita Khrushchev - inicialmente entediado com a ideia de "outro lançamento do Koroliov" - ficou feliz com seu sucesso após o grande reconhecimento e encorajou o lançamento de um satélite mais sofisticado menos de um mês depois, a tempo de comemorar o 40º aniversário da Revolução de Outubro no dia 3 de novembro. Devido ao anonimato, Koroliov foi impedido de receber um Prêmio Nobel pelo Sputnik 1.
Koroliov e seu associado Mstislav Keldysh proporam a ideia de colocar um cachorro abordo, o que causou interesse da Academia de Ciências da URSS. O Sputnik 2 tinha seis vezes a massa do primeiro e carregava a Laika como carga. O veículo foi projetado do zero em quatro semanas, sem tempo de testagem ou controle de qualidade. Foi lançado de forma bem sucedida no dia 3 de novembro e Laika foi colocada em órbita. Não havia como trazê-la de volta à Terra e ela veio a falecer devido ao calor após cinco horas no espaço.
O Sputnik 3, cheio de instrumentos, foi originalmente lançado no dia 27 de abril de 1958, mas um problema evitou que chegasse em órbita. Em 15 de maio de 1958 uma réplica foi lançada de forma bem sucedida. O gravador que deveria armazenar os dados falhou após o lançamento e como resultado, a descoberta e mapeamento do cinturão de Van Allen ficou com o Explorer 3 e Pioneer 3, dos Estados Unidos.

### Lua

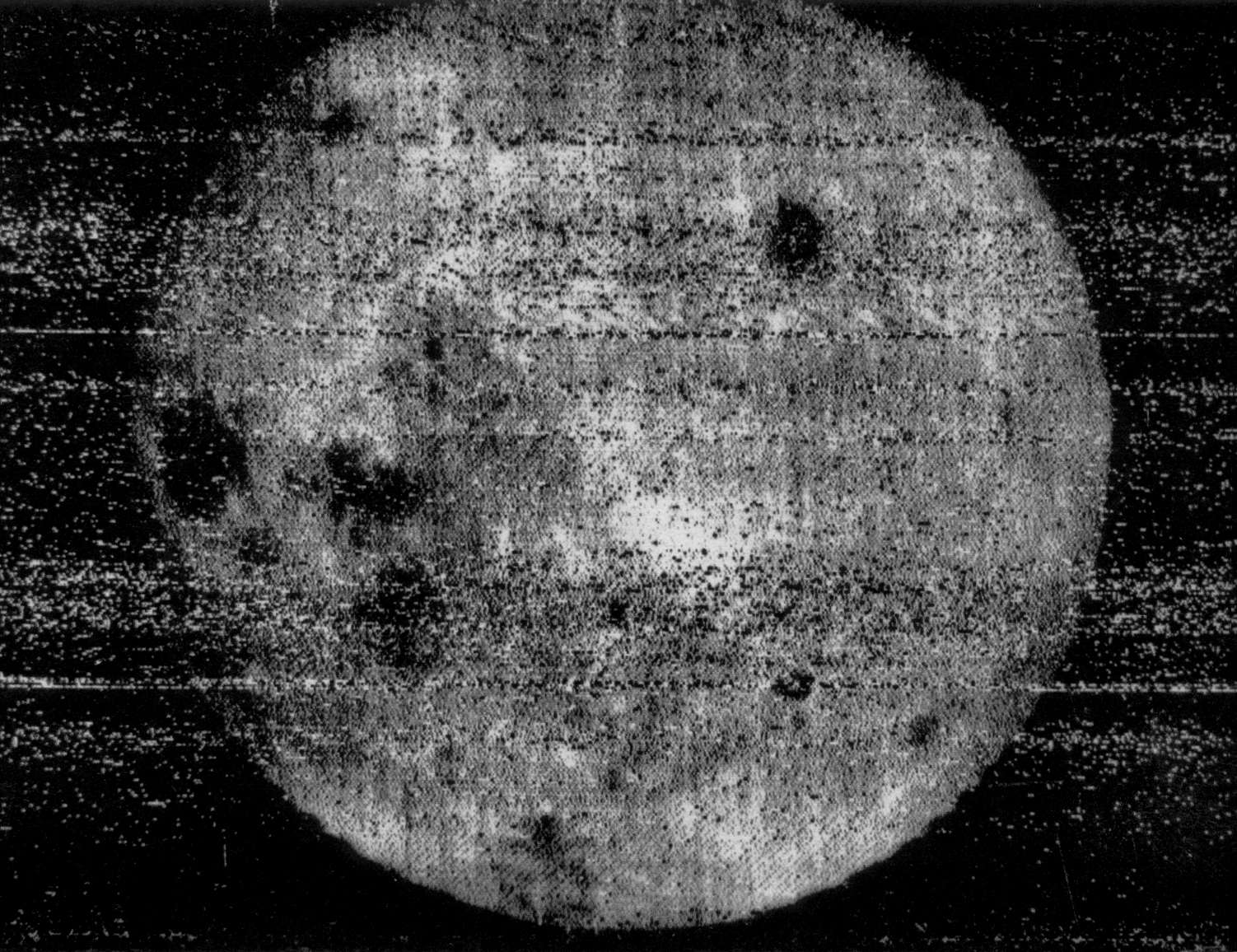
Lado oculto da Lua visto pela Luna 3.

Mesmo antes do Sputnik 1, Koroliov já tinha interesse de chegar na Lua. Ele chegou na ideia de usar um míssil R7 modificado para levar uma carga até a Lua. Entretanto, esta ideia só foi aprovada em 1958, depois que ele escreveu uma carta demonstrando como a tecnologia de então possibilitaria este plano.
Uma versão modificada do R7 foi usada como um estágio superior. O motor do estágio final foi o primeiro capaz de funcionar no espaço exterior. Mechta é a palavra russa para "sonho" e foi assim que Koroliov chamou as naves. Oficialmente, o governo as chamou de Lunas.  As primeiras três sondas lançadas em 1958 fracassaram devido a pressão política que as apressou sem um orçamento adequado para testagem e desenvolvimento de hardware antes que elas estivessem prontas. Koroliov pensou que a disputa política interna em Moscou fosse responsável pela falta de financiamento adequado, apesar do programa espacial estadunidense da época também não ser motivo de inveja. Uma vez, quando pressionado para superar os EUA na criação de uma sonda lunar funcional, Koroliov teria respondido: "Acha que somente os foguetes dos EUA explodem!?". A Luna 1 em 2 de janeiro de 1959 deveria ter sido a primeira a impactar a superfície, mas a errou por cerca de 6 000 quilômetros. Mesmo assim, a sonda foi a primeira a atingir a velocidade de escape e a primeira a passar perto da Lua, como também sendo o primeiro objeto feito pela humanidade a entrar em órbita solar. Outra tentativa, Luna E-1A No.1, falhou no lançamento e então a Luna 2 impactou na superfície de forma bem sucedida no dia 14 de setembro de 1959, dando ao país outro pioneirismo. Um mês depois a Luna 3 foi ainda melhor sucedida. Tendo sido lançada dois anos após o Sputnik 1, no dia 7 de outubro de 1959 foi a primeira nave a fotografar o lado oculto da Lua, algo que a humanidade jamais havia visto.
As missões Luna tinham como objetivo realizar um pouso suave na Lua, mas Koroliov não viveu para ver um sucesso. Luna 4 e Luna 6 falharam; Luna 5, Luna 7 e Luna 8 colidiram com a Lua. Só após seu falecimento que a União Soviética conseguiu pousar de forma bem sucedida, com a Luna 9.
No final de sua vida, Koroliov passou a trabalhar em projetos para chegar em Marte e Vênus e até tinha naves capazes de realizarem estas missões. Os EUA também procuravam chegar nestes planetas, então era uma corrida para ver quem teria sucesso. Suas duas primeiras sondas marcianas tiveram problemas no motor e todas as 5 sondas que a URSS lançou entre 1961 e 1962 com destino a Vênus falharam. Koroliov supervisionou todos os lançamentos.
No dia 1 de novembro de 1962 a URSS lançou de forma bem sucedida o Marte 1 e apesar de ter perdido das comunicações, foi a primeira ter realizado o sobrevoo de Marte. Posteriormente, foi lançado o Venera 3, que foi a primeira a impactar Vênus. Só após sua morte que a URSS impactou Marte.
Seu grupo trabalhou em projetos ambiciosos para missões até Marte e Vênus, colocar um homem em órbita, lançar satélites de comunicação, climáticos e espiões e realizar um pouso suave na Lua. Um centro de comunicações foi colocado na Crimeia, perto de Simferopol e Eupatória, para o controle das naves.

### Voo espacial tripulado

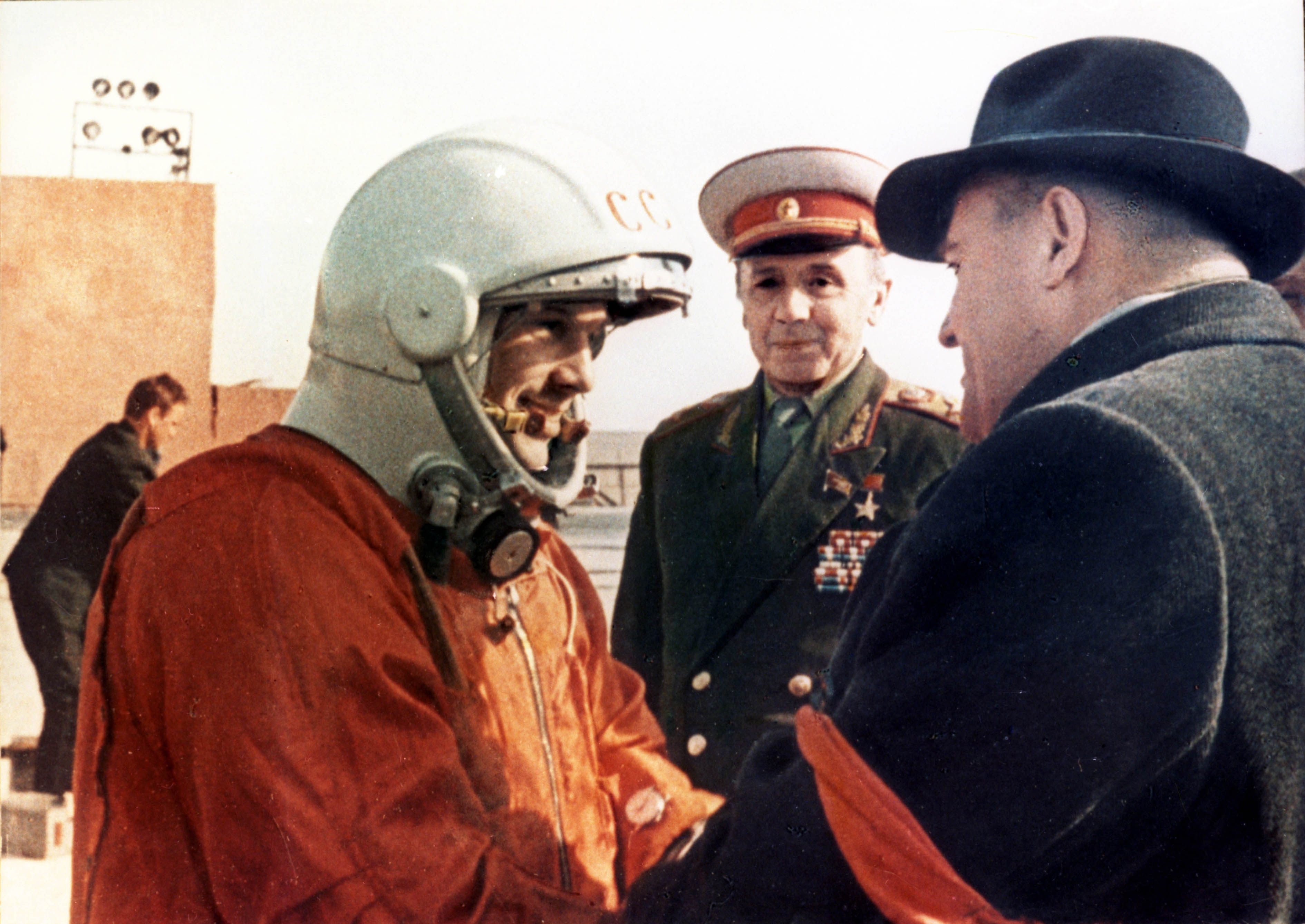
Gagarin e Koroliov, 1961

Apesar de ter tido ideias desde 1948, Koroliov começou a planejar um voo tripulado em 1958, com estudos do projeto para a futura nave Vostok. Ela viria a ter um único passageiro num traje espacial e ser totalmente automática. O traje, ao contrário do sistema de oxigênio puro usado nos Estados Unidos, tinha 80% de nitrogênio e 20% de oxigênio. A cápsula tinha um mecanismo de escape para o caso de problemas antes do lançamento, e um sistema de ejeção e pouso suave durante o resgate. A nave era esférica, que nem o Sputnik e Koroliov explicou seu raciocínio ao dizer que "a forma esférica seria mais aero-dinamicamente estável". Começando a trabalhar na Vostok, Konstantin Feoktistov foi recrutado por Koroliov para ser o projetista principal das naves tripuladas.
No dia 15 de maio de 1960 um protótipo não tripulado realizou 64 órbitas, mas a manobra de reentrada fracassou. No dia 28 de julho de 1960, dois cachorros, Chaika e Lishichka, foram lançados, mas a missão fracassou quando uma explosão os matou. Entretanto, no dia 19 de agosto, a União Soviética tornou-se a primeira nação a recuperar seres vivos que voaram ao espaço de forma bem sucedida. Os cachorros, Belka e Strelka, foram lançados de forma bem sucedida numa Vostok e completaram dezoito órbitas. Depois disto, a União Soviética lançou um total de seis cachorros, dois em pares e dois juntos de um boneco. Infelizmente, nem todas as missões foram um sucesso. Depois de conseguir a aprovação governamental, uma versão modificada do R7 foi utilizada para lançar Iuri Gagarin em órbita antes dos Estados Unidos conseguirem lançar Alan Shepard num voo suborbital. O primeiro humano tanto no espaço quanto em órbita retornou de paraquedas após ejetar-se numa altitude de 7 quilômetros. Gagarin foi seguido por outros voos Vostok, culminando com as 81 órbitas da Vostok 5 e o lançamento de Valentina Tereshkova, a primeira mulher no espaço, na Vostok 6.
Koroliov chegou a propor satélites de comunicação e a própria Vostok era um derivado do satélite espião Zenit, e a Vostok 1 teve sua importância na área de defesa reconhecida pelos militares.:194 Koroliov planejava seguir adiante com a Soyuz, que viria a ser capaz de acoplar-se com outras naves em órbita e trocar de tripulações. Ele teria sido ordenado por Khrushchev para produzir, de forma barata, outros "pioneirismos" para o programa tripulado, incluindo um voo com vários tripulantes. Dizem que Koroliov teria sido resistente à ideia, já que a Vostok só carregava um tripulante e a Soyuz, capaz de carregar três, ainda estava longe de voar. Khrushchev não estava interessado em desculpas técnicas e avisou que se Koroliov não poderia realizar, ele daria o trabalho para seu rival, Vladimir Chelomei. Porém, o site Russian Space Web descreve esta ordem como sendo uma lenda e Challenge to Apollo diz que a evidência de que Khrushev teria ordenado estas missões não sobrevive ao escrutínio,:384-385 além de que o verdadeiro interesse e preocupação do líder soviético era do desenvolvimento na área de defesa, não o programa espacial-tanto que o país demorou três anos para responder ao desafio de Kennedy.:408
O cosmonauta Alexei Leonov descreve a autoridade que Koroliov detinha nesta época:
Antes mesmo de o conhecermos, um único homem dominava grande parte de nossas conversas durante os primeiros dias de treino; Sergei Pavlovich Koroliov, o gênio por trás do programa espacial Soviético. Ele só era referido através de suas iniciais, SP, ou pelo misterioso título de "Projetista Chefe", ou simplesmente, "Chefe". Para aqueles no programa espacial não havia maior autoridade. Koroliov tinha a reputação de ser um homem da maior integridade, mas também por exigir demais. Todos ao seu redor andavam na corda bamba, temerosos de fazerem algo errado e assim invocarem sua ira. Ele era tratado feito um deus.
Leonov relembra o primeiro encontro de Koroliov e os cosmonautas.
Eu olhava pela janela quando ele chegou, saindo de uma limousine ZIS-110 de cor preta. Ele era maior que a média;

Não pude ver seu rosto, mas ele tinha um pescoço curto e uma cabeça grande. Ele vestia o colarinho de seu sobre-casaco azul virado para cima e as bordas de seu chapéu para baixo.
"Sentem-se, minhas pequenas águias," ele dizia ao entrar na sala onde esperávamos.

Ele olhou para uma lista com nossos nomes e chamou-nos em ordem alfabética para brevemente apresentarmos e falarmos sobre nossas carreiras aéreas.
A Voskhod foi desenvolvida como uma melhoria incremental em cima da Vostok. Como uma única cápsula não seria efetiva para voar até a Lua, o veículo precisava carregar mais de uma pessoa. Khrushchev teria ordenado que o lançamento da Voskhod com três tripulantes ocorresse rapidamente, devido ao fato dos Estados Unidos já terem realizado um voo de dois tripulantes com a Gemini. Koroliov aceitou com a condição de que o programa do N1 recebesse um apoio maior. Uma das dificuldades da Voskhod era o fato de precisar de pousar através de paraquedas. Os três tripulantes não poderiam ejetar-se igual na Vostok, já que não seria possível sobreviver devido a altitude. Então a nave precisava de paraquedas maiores para pousar de forma bem sucedida. Testes iniciais tiveram algumas falhas.
Para a corrida lunar, a equipe de Koroliov começou a projetar o N1 em 1961, usando o motor de combustível líquido NK-15 [en].

#### Críticas
O engenheiro Sergei Khrushchov, filho do ex-premiê Nikita Khrushchev, explicou numa entrevista algumas das limitações do estilo do Koroliov, que na sua opinião são o motivo da URSS não ter pousado na Lua:
Acredito que a Rússia não tinha a menor chance de estar na frente dos Estados Unidos sob Sergei Koroliov e seu sucessor, Vasili Mishin... Koroliov não era um cientista ou projetista: ele era um gerente brilhante. Seu problema era sua mentalidade. Seu objetivo era de alguma forma usar seu foguete [o N1]. O foguete havia sido projetado em 1958 para outro objetivo e tinha uma carga limitada de cerca 70 toneladas. Sua filosofia era: não vamos trabalhar por estágios [como era comum na área], mas vamos montar tudo e ai tentarmos e por fim funcionará. Houve diversas tentativas e fracassos com o Lunnik [uma série de sondas lunares não tripuladas]. Enviar uma pessoa à Lua é muito complicado e complexo para tal abordagem. Acredito que este objetivo estava condenado desde o começo. 
Outro motivo do programa ter fracassado foi a rivalidade de Koroliov e Vladimir Chelomei. Sua animosidade era devido ao estilo intolerável de ambos e seu desejo por liderar não importando o custo. Os dois nunca falaram nada de mal sobre o outro em público ou em privado, mas afetavam os projetos um de outro de todas as formas possíveis. Em vez de dividir competências e responsabilidades, além de cooperar para atingirem o mesmo objetivo, os dois lutaram pela liderança do programa espacial. De acordo com Khrushchev, que trabalhou com Chelomei e conhecia os dois muito bem, eles teriam preferido a vitória dos Estados Unidos a de seu rival.

## Morte

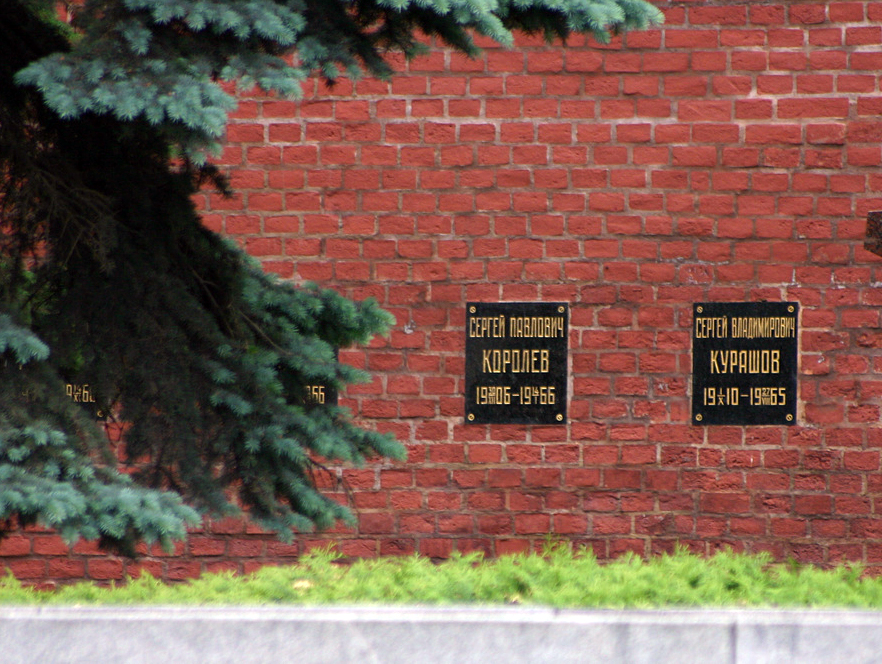
A tumba de Koroliov (esquerda) na Necrópole da Muralha do Kremlin

As verdadeiras circunstâncias da morte de Koroliov continuam um tanto incertas. Em dezembro de 1965 ele teria sido diagnosticado com um pólipo sangrento em seu intestino grosso. Ele entrou no hospital no dia 5 de janeiro de 1966 para uma cirurgia relativamente rotineira, mas faleceu nove dias depois. Foi declarado pelo governo que o que ele tinha virou um grande tumor em seu abdome, mas Glushko relatou que ele faleceu por uma operação mal-feita contra hemorroidas. Outra versão diz que a operação ia bem e não previam complicações. Repentinamente, durante a operação, Koroliov sofreu uma hemorragia. Os médicos tentaram entubá-lo para possibilitar que respirasse sem problemas, mas seu maxilar, ferido devido ao seu tempo no Gulag, não havia se curado corretamente e impedia a instalação do tubo. Koroliov faleceu sem retomar a consciência. De acordo com Harford, a família de Koroliov confirmou a história do câncer. Seu coração enfraquecido contribuiu para seu falecimento durante a cirurgia.
Koroliov costuma ser comparado com Wernher von Braun como o principal arquiteto da Corrida Espacial.

## Vida pessoal
O emigrante Soviético Leonid Vladimirov relatou o que Glushko disse sobre Koroliov:
De estatura baixa, porte pesado, com a cabeça posicionada de forma estranha em seu pescoço, olhos marrons faiscando com inteligência, ele era um cético, cinico e um pessimista que tinha a visão mais sombria do futuro. "Seremos todos executados [en] e não haverá um obituário". (Khlopnut bez nekrologa, Хлопнут без некролога – i.e. "vamos todos desaparecer sem um traço") era sua expressão preferida.
Sua carreira também contribuiu para a instabilidade de sua vida pessoal. Por volta de 1946, o casamento de Koroliov com Vicentini começou a desfazer-se. Vicentini era muito ocupada com sua carreira e por volta desta época Koroliov teve um caso com uma jovem chamada Nina Ivanovna Kotenkova, que era uma intérprete de Inglês no escritório do Podlipki.
Sua paixão pelo trabalho foi uma característica que o tornou um grande líder. Ele dedicava-se a treinar jovens engenheiros para que fossem para projetos aeroespaciais e de defesa (mísseis), mesmo quando mergulhado em seu trabalho. Koroliov sabia que os estudantes seriam o futuro da exploração espacial e este foi o motivo que ele procurou tanto comunicar-se com eles. Arkady Ostashev [en] foi um desses estudantes, quem Koroliov contratou para realizar dissertações antes de se tornar um engenheiro e trabalhar no R-2.
Descrições em primeira mão de seu caráter o descrevem como alguém capaz tanto de beligerância e generosidade inesperada-um homem unicamente movido pelo sonho da viagem espacial. Transcendendo todo e qualquer clichê possível do cientista devotado, Koroliov era mais que a soma de seus atributos: alguém surpreendentemente humano e emocionalmente explosivo com forças e defeitos, mas que por fim possui-a um gênio inestimável para gerenciar seus engenheiros.— Asif Siddiqi:118

## Prêmios
Entre seus prêmios, Koroliov recebeu o Herói do Trabalho Socialista duas vezes; uma em 1956, devido ao lançamento bem sucedido de um R-5M com uma ogiva nuclear:115 e em 1961, devido ao voo da Vostok 1.:284  Em 29 de junho de 1957 ele recebeu um diploma de doutorado em ciências técnicas, apesar de não ter defendido nenhuma dissertação.:176 Ele recebeu a Ordem de Lenin em 18 de dezembro de 1957:176 e postumamente em 1971.
Em 20 de junho de 1958 ele foi eleito Acadêmico da Academia de Ciências da URSS.:177 Em 1969 e 1986, a URSS liberou selos de 10 kopek em sua homenagem.
Sergei Khrushchev alegou que o comitê do Prêmio Nobel tentou premiar Koroliov, mas o prêmio foi recusado por Khrushchev para manter a harmonia dentro do Conselho de Projetistas Chefes.
Em 1990, Koroliov passou a fazer parte do International Air & Space Hall of Fame [en] no Museu Aeroespacial de San Diego.

### Namesakes
Uma rua em Moscou foi batizada em homenagem à Koroliov e hoje é chamada de Ulitsa Akademika Korolyova (Rua Acadêmico Koroliov}. A Casa-Museu Memorial do Acadêmico S. P. Koroliov foi estabelecida em 1975 na casa onde ele viveu entre 1959 e 1966 (Moscou, 6th Ostankinsky Lane, 2/28). Em 1976 ele foi colocado no New Mexico Museum of Space History [en].

## Representações na ficção
Em 2011 o escritor britânico Rona Munro [en] produziu a peça Little Eagles, sobre a vida de Koroliov - seu lançamento ocorreu entre 16 de abril e 7 de maio de 2011, numa produção do RSC no Hampstead Theatre [en],  com Koroliov sendo interpretado por Darrell D'Silva e Iuri Gagarin por Dyfan Dwyfor [en].
De acordo com Ronald D. Moore, o criador da série televisiva de história alternativa For All Mankind, o ponto de divergência entre a linha do tempo alternativa e a nossa foi o fato de Koroliov sobreviver à sua cirurgia em 1966, o que levou a URSS a pousarem na Lua primeiro.